# Teodoro Seminario
Teodoro Oswaldo Seminario (Talara, Perú; 5 de diciembre de 1932) fue un futbolista peruano. Desempeñó como delantero en la punta izquierda en los clubes donde jugó.

## Trayectoria
Sus inicios fueron en el Sport Chorrillos de su ciudad natal Talara. Luego pasó al Club Carlos Concha, Sport Boys Association, al Club Atlético Chalaco y finalmente al KDT Nacional Sporting Club, todos estos clubes del Callao, el primer puerto del Perú.

## Clubes
| Club                       | País | Temporada |
| -------------------------- | ---- | --------- |
| Sport Chorrillos           | Perú | 1948-1952 |
| Club Carlos Concha         | Perú | 1953-1954 |
| Sport Boys Association     | Perú | 1955-1957 |
| Club Atlético Chalaco      | Perú | 1958      |
| KDT Nacional Sporting Club | Perú | 1959-1960 |

## Palmarés
| Título           | Club          | País | Año  |
| ---------------- | ------------- | ---- | ---- |
| Segunda División | Carlos Concha | Perú | 1953 |